# 誘う女
『誘う女』 (To Die For) は、1995年製作のアメリカ映画である。ガス・ヴァン・サント監督。サスペンススリラー。1990年に実際に起きた事件を題材にした、ジョイス・メイナードの1992年発表の小説『誘惑』 (To Die For) の映画化作品である。
主演のニコール・キッドマンは、本作でゴールデングローブ賞主演女優賞を受賞した。

## あらすじ
天気番組のキャスターであるスーザンは、「テレビに出て有名になる」ことが人生で最も大切であると信じている。もっと有名になるためにニュース・キャスターを目指していたが、スーザンの夫はそれに理解を示さない。そんな夫が邪魔になってきたスーザンは、ある高校生を色仕掛けで唆して夫を殺害させる。そのことを知った夫の両親は、殺し屋にスーザンの殺害を依頼する。

## キャスト
役名、俳優、日本語吹替。
- スーザン・ストーン - ニコール・キッドマン（勝生真沙子）：美貌のお天気キャスター。自分の出世のためにラリーが次第に邪魔になる。
- ラリー・マレット - マット・ディロン（堀内賢雄）: スーザンの夫。イタリア料理屋を経営。スーザンには家庭を優先してほしいと願うが…。
- ジミー・エメット - ホアキン・フェニックス（置鮎龍太郎）：不良の高校生。スーザンの誘惑により双方合意で肉体関係を持つ。ラリーを殺してくれというスーザンの言葉をきっかけに、ラッセルと協力してラリーを殺害してしまう。逮捕後は刑務所で服役生活を送る。
- ラッセル・ハインズ - ケイシー・アフレック（松野太紀）：ジミーの同級生で不良仲間。
- ジャニス・マレット - イリーナ・ダグラス（佐藤しのぶ）：ラリーの姉。アイスダンサー。ラリーとスーザンとの関係には反対だった。
- リディア・マーツ - アリソン・フォーランド（小山裕香）：リトルホープの女子高生。ジミー、ラッセルの同級生。
- ジョー・マレット - ダン・ヘダヤ（藤本譲）：ラリーとジャニスの父。息子の殺害を計画・教唆したのがスーザンと知り、スーザンの殺害を殺し屋に依頼する。
- エド・グラント - ウェイン・ナイト（安西正弘）
- アール・ストーン - カートウッド・スミス（大木民夫）：スーザンの父。
- キャロル・ストーン - ホランド・テイラー：スーザンの母。
- フェイ・ストーン - スーザン・トレイラー
- マイク・ウォーデン刑事 - ティム・ホッパー（牛山茂）
- 湖畔の男 - デヴィッド・クローネンバーグ

## 実際の事件
このストーリーは1990年、当時22歳のパメラ・スマートという女性が、15歳の少年ウィリアム（ビリー）・フリンを唆して彼女の夫グレゴリー（グレッグ）を殺させた事件が元となっている。
ニューハンプシャー州の高校で開かれた "Project Self-Esteem" というプロジェクトで講師をしていたパメラは、ボランティアで来ていたビリーと知り合う。まもなく、深い仲になったパメラに「夫さえいなければずっと一緒にいられる」と唆されたビリーは友人2人と共にパメラの夫のグレッグを殺害し、物取りの犯行のように見せかける。しかし、共犯の友人2人の証言からビリーの犯行が明らかになる。パメラを愛していたので彼女の立てた計画に乗ったと語るビリーと、容疑を完全否認して無罪を主張するパメラの証言は真っ向から対立し、その裁判の様子はテレビ中継され、全米で一大センセーションを巻き起こす。結局、警察はパメラと親しかったとある女生徒の協力により、パメラ自身の口からその計画を立てたことを引き出した。
こうしてパメラは1991年3月に終身刑を宣告され、現在も刑に服している。